# HD16728
HD16728 є подвійною зорею, що знаходиться  у сузір'ї Персей.
Ця подвійна система має видиму зоряну величину в смузі V приблизно 8,4.
Вона розташована на відстані близько 1212,5 світлових років від Сонця.

## Подвійна зоря
Головна зоря цієї системи належить до хімічно пекулярних зір й має спектральний клас B9. В той же час спектральний клас іншої компоненти залишається  ще не визначеним.

## Пекулярний хімічний вміст
Зоряна атмосфера HD16728 має підвищений вміст Cr.